# Гонадотропные гормоны
Гонадотропные гормоны, или гонадотропины — подкласс тропных гормонов передней доли гипофиза и плаценты, физиологической функцией которых является регуляция работы половых желёз.
В настоящее время к гонадотропинам относят два гормона передней доли гипофиза: фолликулостимулирующий гормон (ФСГ) и лютеинизирующий гормон (ЛГ), а также особый гормон плаценты — хорионический гонадотропин.
Ранее, в самом начале изучения тропных функций гипофиза, считалось, что гонадотропных гормонов гипофиза существует три: фолликулостимулирующий, лютеинизирующий и лютеотропный (поддерживающий существование и функционирование жёлтого тела после лютеинизации лопнувшего фолликула). Позже выяснилось, что гормон, который тогда называли «лютеотропным», на самом деле физиологически в значительно большей степени является лактотропным, чем лютеотропным. С этого момента его стали называть пролактином или лактотропным гормоном и отделять от гонадотропинов, к которым теперь относят только ЛГ и ФСГ.
ЛГ же стали называть, наряду с «лютеинизирующим», также «лютеотропным» гормоном, лютеотропином, лютропином.